# Coelogyne foerstermannii
Coelogyne foerstermannii är en orkidéart som beskrevs av Heinrich Gustav Reichenbach.
Coelogyne foerstermannii ingår i släktet Coelogyne och familjen orkidéer. Inga underarter finns listade i Catalogue of Life.